# Iris Kloppich
Iris Kloppich (* 2. Januar 1953 in Dessau) ist eine deutsche Historikerin und seit dem 23. Januar 2010 Vorsitzende des Deutschen Gewerkschaftsbundes (DGB) Sachsen.

## Leben
Iris Kloppich war langjährige Gewerkschaftsfunktionärin in Sachsen und ist zudem Vorsitzende des Verwaltungsrats der Allgemeinen Ortskrankenkasse für Sachsen und Thüringen AOK Plus. Sie begann ihre Tätigkeit in der Gewerkschaftsbewegung Ende der 1980er-Jahre im Gewerkschaftsbund FDGB der DDR, wo sie im Bezirk Dresden für Jugend und Sport zuständig war. Seit dem 4. Juni 2019 ist sie Opferbeauftragte des Freistaates Sachsen.
Die Historikerin ist verheiratet und Mutter zweier Kinder.
Seit 1994 war Kloppich Stellvertretende Vorsitzende im DGB-Bezirk Sachsen. Von  2010 bis 2017 war sie Vorsitzende des DGB Sachsen. Im Dezember 2017 wurde Markus Schlimbach zu ihrem Nachfolger gewählt.
Iris Kloppich war am 30. Juni 2010 Mitglied der 14. sowie am 18. März 2012 Mitglied der 15. Bundesversammlung. Sie wurde jeweils auf Vorschlag der SPD gewählt.
Am 30. Mai 2015 wurde ihr von Landtagspräsident Matthias Rößler „für ihr Engagement in der Gewerkschaftsbewegung in Sachsen und ihren unermüdlichen Einsatz für die Interessen der Arbeitnehmer“ die Sächsische Verfassungsmedaille verliehen.